# Pjetër Budi
Pjetër Budi (Gur i Bardhë, 1566 – 25 dicembre 1622) è stato un presbitero e scrittore albanese, noto in italiano con il nome di Pietro Budi. È stato l'autore di diverse opere religiose in lingua albanese.

## Biografia
Nacque in Albania nel villaggio di Gur i Bardhë nella regione centro-settentrionale di Mat. Studiò presso il Collegio Illirico di Loreto e all'età di 21 anni fu ordinato prete e inviato in Macedonia e Kosovo che ai tempi era parte della provincia ecclesiastica della Serbia sotto la giurisdizione dell'Arcivescovo di Antivari (Bar), rimase nell'area per 12 anni.
In Kosovo entrò in contatto con i francescani della Bosnia, una relazione che gli fu utile negli anni successivi e nei suoi sforzi politici per creare appoggi alla resistenza albanese contro l'Impero ottomano.
Nel 1599, Budi fu nominato vicario generale della Serbia, mantenne il ruolo per 17 anni. Come rappresentante della Chiesa cattolica nei Balcani occupati dai turchi operò senza dubbio in un clima politico di forte tensione, tantopiù considerando il suo impegno politico per la causa albanese, Budi desiderava infatti liberare il suo popolo dall'oppressione turca, ebbe contatti con figure di primo piano della resistenza come il croato Francesco Bertucci (Franjo Brtučević) e con i ribelli albanesi.
Nel 1616 Pjetër Budi si recò a Roma dove rimase fino al 1618 per sovrintendere alla pubblicazione delle sue opere. Dal marzo del 1618 fino al settembre del 1619 si recò in pellegrinaggio a Santiago di Compostela in Spagna. Rientrato a Roma nell'autunno del 1619 si impegnò nel tentativo di portare all'attenzione della curia romana la situazione dei cristiani in Albania cercando aiuti finanziari per la resistenza armata.
Il 20 luglio 1621, fu nominato vescovo di Sapa e Sarda (Episcopus Sapatensis et Sardensis) e l'anno successivo tornò in Albania dove svolse principalmente attività di tipo politico, uno dei suoi impegni fu quello di sostituire i religiosi di altre nazionalità con religiosi albanesi, opera non ben vista dalle gerarchie romane.  Nel dicembre del 1622 annegò durante una traversata del fiume Drin.

## Opere
La prima opera di Budi fu la Dottrina Christiana (in albanese Doktrina e Kërshtenë) la traduzione del catechismo di San Roberto Bellarmino (1542-1621) pubblicata a Roma nel 1618.
Da un punto di vista letterario, più che il catechismo sono interessanti le 53 pagine di poemi religiosi, costituiscono il primo esempio di poesia nel dialetto Gheg, la gran parte dei poemi fu tradotta dal latino o dall'italiano, ma alcuni di essi sono originali.
Altre pubblicazioni di Budi furono:
- Rituale Romanum una collezione di preghiere e sacramenti in latino con commenti in albanese
- Cusc zzote mesce keto cafsce i duhete me scerbyem (Chiunque dica messa deve sapere questo), una breve (16 pagine) spiegazione sulla messa.
- Speculum Confessionis - Pasëqyra e t'rrëfyemit la traduzione e adattamento dello Specchio di Confessione di Emerio de Bonis

La gran parte della sua opera consiste in testi religiosi in latino e traduzioni dal latino e dall'italiano, scrisse però anche un gran numero di prefazioni, lettere pastorali, postfazioni e commenti in una lingua albanese dall'ottimo stile. Confrontato con lo stile di Gjon Buzuku che lo precedette e di Pjetër Bogdani che visse mezzo secolo dopo di lui e che ebbe uno stile più astratto e grande ricchezza di vocabolario, il suo linguaggio è fresco e ricco di espressioni idiomatiche, Budi è l'autore più spontaneo e prolifico della sua epoca.
Fu anche il primo scrittore albanese a comporre versi, circa 3.300 righe di versi religiosi in quartine a rima alternata.